# یدل

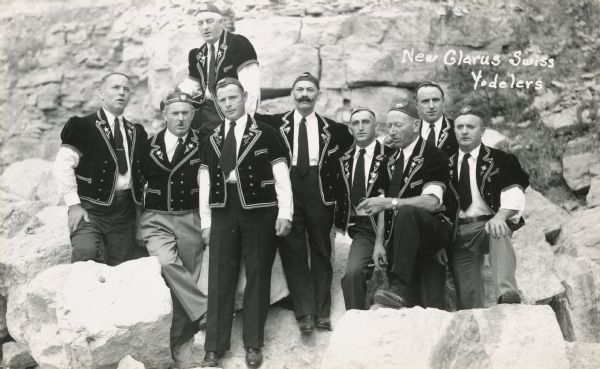
یودل‌خوان‌های روستای نیو گلاروس در لباس سنتی سوئیس (۱۹۲۲)

یُدِل (انگلیسی: Yodeling یا آلمانی: jodeln) نوعی آوازخوانی است که از صوت‌های پشت‌سر و سریع بم از صدای سینه و نت زیر از صدای سر (فالستو) ایجاد می‌شود. این نوع آواز در کشورهای آلپ، مانند سوئیس و اتریش همچنین موسیقی کانتری رایج است. انواع مختلف این گونه آوازخوانی در کشورهای مختلف وجود دارد.